# Siegfried Rein
Siegfried Rein (* 1. August 1936 in Warnsdorf; † 2. Dezember 2020) war ein deutscher Paläontologe aus Thüringen.

## Leben
Rein war Lehrer und lebte in Erfurt, wo er freier Mitarbeiter des Naturkundemuseums und verantwortlich für die Muschelkalk-Sammlung war.
Er befasste sich mit den Ammoniten des Oberen Muschelkalks (Ceratiten), ihrer Systematik und ihrer Paläobiologie. Belegt durch statistische Analysen einer großen Zahl (im dreistelligen Bereich) von Exemplaren innerhalb von Populationen bzw. Biozonen trat er für eine grundlegende Revision der Taxonomie ein und sah in der Literatur eine nur an morphologischen Gesichtspunkten orientierte Vorgehensweise, die zu einer falschen Zuschreibung mit vielen neuen Arten und Gattungen geführt habe. Er untersuchte das speziell an Ceratites nodosus, der aus der Tethys in die ungünstigeren Lebensbedingungen des flachen Muschelkalkmeeres einwanderte und sich im Lauf der Zeit unterschiedlichen ökologischen Bedingungen anpassen musste mit einer entsprechenden Formenvielfalt, die in der Literatur als unterschiedliche Arten beschrieben wurden, die Rein aber derselben Art zuordnet. Dabei unterschied er durchgehend eine E- und P-Form, die er als Geschlechtsdimorphismus deutete. Max Urlichs, der vom klassischen morphologischen Artkonzept ausgeht, kam dagegen 2006 auf zwei Entwicklungslinien.
Wie auch der Ingenieur und Privatpaläontologe Klaus Ebel vertrat er die Auffassung, dass Ammoniten nicht frei im Wasser schweben (und nur begrenzt schwimmen) konnten und am Meeresboden lebten. Beweise dafür sah er darin, dass Gewichtszunahme durch ständige Aufsiedlung (Epökie, bei Ceratiten im Muschelkalk relativ häufig) im Fossilmaterial keinen sichtbaren Ausgleich des Auftriebs durch Kammerzunahmen zur Folge hatten (im Gegensatz zu Nautilus).
1998 erhielt er die Zittel-Medaille. Er war im Trias-Verein Erfurt aktiv.
Er gab auch die Schriften von Friedrich Christian Lesser heraus und veröffentlichte eine Biographie über ihn.

## Erstbeschreibungen
- Parapinacoceras thiemei REIN & WERNEBURG 2010
- Gymnites brunzeli REIN & WERNEBURG 2010

## Schriften
- Die Ceratiten der pulcher/robustus -Zone Thüringens, Veröff. Naturhist. Mus. Schleusingen, 3, 1988, 28–38
- Zur Biologie und Lebensweise der germanischen Ceratiten, in: Muschelkalk. Schöntaler Symposium 1991, Goldschneck Verlag 1993, S. 279–284
- Zur Phylogenie der germanischen Ceratiten, Veröff. Naturkundemuseum Erfurt, 15, 1996, 15–24
- Über Epöken und das Schwimmvermögen von Ceratiten, Veröff. Naturhist. Museum Schleusingen, 11, 1996, 65–75
- Biologie und Lebensweise von Germanonautilus Mojsisovics 1902, Teil 1, Veröff. Naturhist. Museum Schleusingen, 12, 1997, 43–51
- Über Wachstum und Lebensalter der Ceratiten, Veröff. Naturkundemuseum Erfurt, 16, 1997, S. 197–206
- Über Ceratites armatus PHIL. und Ceratites münsteri  PHIL. aus dem Oberen Muschelkalk Thüringens, Veröff. Naturhist. Mus. Schleusingen, 14, 1999, S. 43–51
- Die Cephalopoden des Oberen Muschelkalkes (Mittlere Trias) und das Archimedische Prinzip, Veröff. Naturkundemuseum Erfurt, Band 18, 1999, S. 57–64
- Zur Biologie der Ceratiten der Spinosus-Zone – Ergebnisse einer Populationsanalyse 1,2, Veröff. Naturkundemuseum Erfurt, Band 22, 2003, 29–50, Band 23, 2004, 33–50
- Zur Biologie der Ceratiten der compressus-Zone – Ergebnisse einer Populationsanalyse, Veröff. Naturkundemuseum Erfurt, 25, 2006, 47–68
- Die Evolution der Biospezies „Ceratites nodosus“. Vom typologischen Art-Konzept zum Biospezies-Konzept, Beitr. Geologie Thüringen, N.F., 14, 2007, 85–112